# 5751 Zao
5751 Zao also designated 1992 AC là một tiểu hành tinh Amor được phát hiện ngày 5 tháng 1 năm 1992 bởi M. Koishikawa ở trạm Ayashi thuộc Đài quans sát thiên văn Sendai.